# Mike Bernardo
Michael Shawn Bernardo, más conocido como Mike Bernardo (28 de julio de 1969-14 de febrero de 2012), fue un kickboxer y boxeador sudafricano. Fue participante de torneos de K-1 World Grand Prix durante la década de 1990, llegando a ser finalista en la edición de 1996, siendo derrotado por Andy Hug.

## Biografía

### Carrera en kickboxing
Mike Bernardo conoció al excampeón de boxeo Steve Kalakoda durante su servicio militar obligatorio cuando éste trabajaba como instructor de entrenamiento físico en la marina donde comenzó a entrenar el kickboxing bajo la dirección del propio Kalakoda. Bernardo se fue ganando rápidamente una reputación como un luchador temible debido a su fuerte golpeo. Después de varios combates en Sudáfrica, Italia y Rusia Bernardo fue invitado a través de uno de los promotores de Inglaterra para pelear en K-1. Hizo su debut en el K-1 World Grand Prix 1995 tras vencer en el tercer asalto a Andy Hug mediante nocaut en el combate de apertura previo al torneo.
Uno de los mayores éxitos de su carrera llegó en 1996, Mike Bernardo compitió en el K-1 World Grand Prix de 1996 donde se derrotó al vigente campeón Peter Aerts en los cuartos de final del torneo. Bernardo llegó a la final de ese año derrotando también a Musashi pero en la final terminaría perdiendo ante Andy Hug tras un gran combate. Otro gran éxito de Bernardo tuvo lugar en el año 2000, cuando ganó el K-1 World Grand Prix en Fukuoka, derrotando a Jörgen Kruth, Andrew Thompson y finalmente a Mirko Filipovic en la final. Bernardo ganó los tres combates del torneo por KO.
A lo largo de su carrera se enfrentó a grandes kickboxers del K-1 como Jerome Le Banner, Andy Hug, Peter Aerts, Ernesto Hoost o Francisco Filho entre otros. En la víspera del año nuevo en 2004 Bernardo se iba a enfrentar al luchador nigeriano Bobby Ologun en el evento "K1-Dynamite!", pero no pudo participar en el evento debido a una lesión en el cuello tomando la decisión de retirarse del K-1.

### Carrera en boxeo
Mike Bernardo hizo su debut en el boxeo profesional el 28 de febrero de 1993 contra el también sudafricano Delius Musemwa. Mike fue capaz de noquear a Delius en el tercer asalto. En su segundo combate perdió por nocaut técnico en el primer asalto ante Anton Nel, un rival algo más ligero que él, el 7 de abril de 1993 siendo aquella su única derrota como boxeador profesional. Después de una serie de nueve victorias y un empate ganó el título vacante de W.B.F. ante Peter McNeely en Ciudad del Cabo, McNeely fue noqueado en apenas 41 segundos. Sin embargo, debido a estar inactivo por mucho tiempo, Bernardo fue despojado de su título en mayo de 2002.

### Muerte
Después de que Mike Bernardo finalizara su carrera deportiva estudió y se graduó como psicólogo clínico. Él tenía un centro en Ciudad del Cabo donde ayudaba y aconsejaba a jóvenes con problemas de adicción a las drogas. También había comenzado un proyecto con una pequeña empresa de promoción de artes marciales mixtas junto a su viejo entrenador Steve Kalakoda.  (Ciudad del Cabo). Falleció en 2012. Su cuerpo fue encontrado por su familia en su apartamento poco después de su muerte, pero la causa de muerte no ha sido determinada.

## Campeonatos y logros
- Kickboxing
  - Semifinalista del K-1 World Grand Prix (1995)
  - Campeón mundial de Muay Thai en Peso Súper Pesado W.K.A. (1996)
  - Finalista del K-1 World Grand Prix (1996)
  - Campeón mundial de Muay Thai en Peso Súper Pesado W.A.K.O. (1998)
  - Semifinalista del K-1 World Grand Prix (1998)
  - Campeón del K-1 World Grand Prix en Fukuoka (2000)
  - Semifinalista del K-1 World Grand Prix en Nagoya (2001)
  - Campeón mundial de Muay Thai en Peso Súper Pesado W.K.A. (2004)

- Boxeo
  - Campeón mundial de Peso Pesado W.B.F. (2001)

## Récord en artes marciales mixtas
| Resultado | Récord | Oponente        | Método | Evento               | Fecha                   | Asalto | Tiempo | Localización   | Notas |
| --------- | ------ | --------------- | ------ | -------------------- | ----------------------- | ------ | ------ | -------------- | ----- |
| Empate    | 0-0-1  | Nobuhiko Takada | Empate | Inoki Bom-Ba-Ye 2001 | 31 de diciembre de 2001 | 3      | 3:00   | Saitama, Japón |       |